# Kastell Geislingen/Häsenbühl
Das Kastell Geislingen/Häsenbühl (auch: Kastell Häsenbühl oder Kastell Geislingen) war ein römisches Grenzkastell des Alblimes. Es liegt mit dem zugehörigen Lagerdorf als Bodendenkmal unter den Äckern westsüdwestlich von Geislingen, einer Gemeinde des Zollernalbkreises in Baden-Württemberg.

## Lage

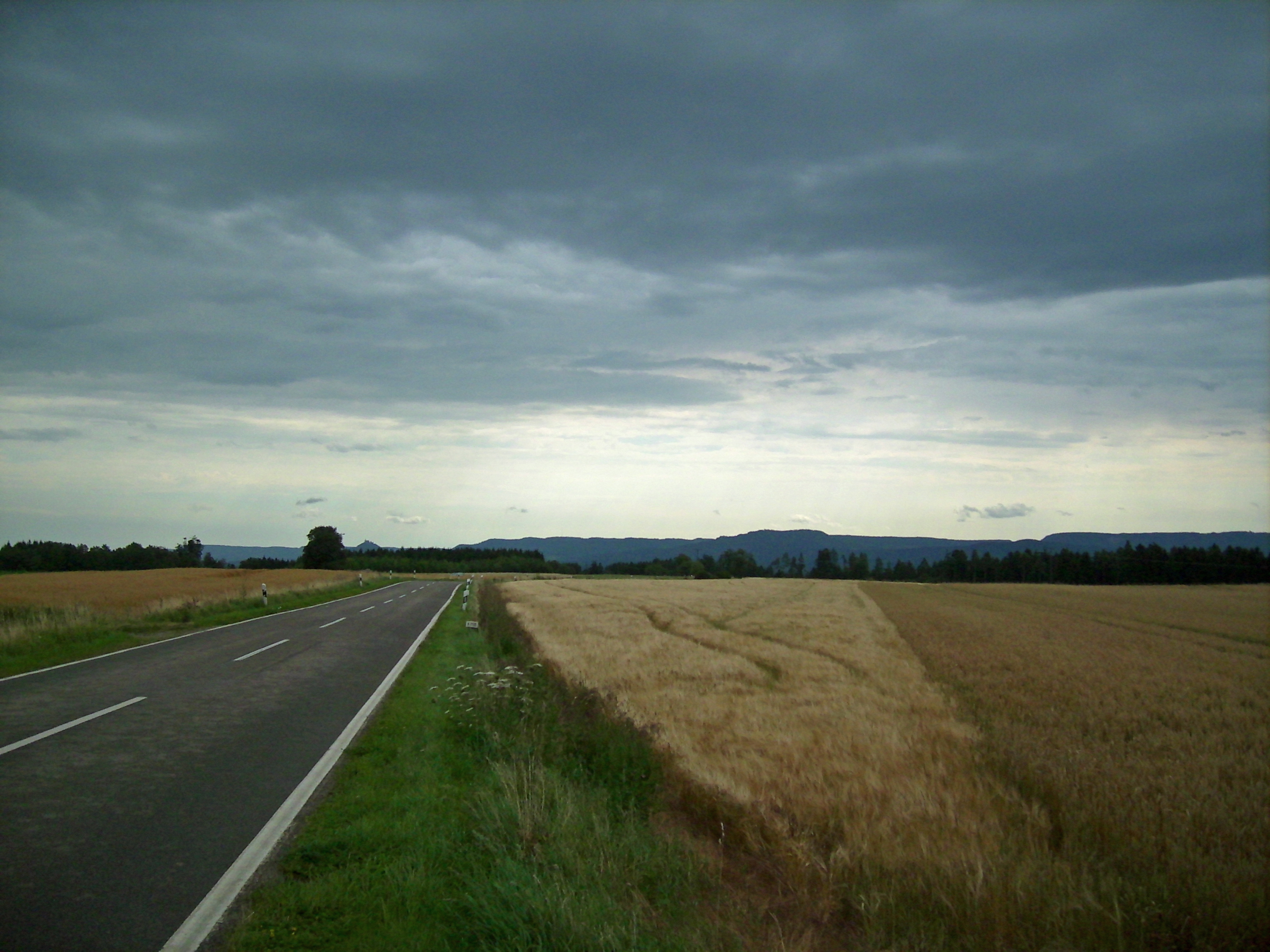
Umgebung des Kastells heute

Das Kastell liegt unter den Äckern einer Hochfläche des Kleinen Heubergs, am Fuße des Häsenbühls zwischen den heutigen Ortschaften Geislingen und dem Rosenfelder Ortsteil Isingen in den Fluren Heuberg, Kurze Schlichte, Lange Schlichte und Mohnlen. Die von Geislingen nach Isingen führende Straße durchschneidet das Kastellareal etwa einen halben Kilometer östlich des Häsenbühlhofes.
Das antike Lager in einer strategisch und verkehrsgeographisch günstigen Position. Die Lage gewährt einen weit reichenden Rundumblick, der im Süden bis zu den Kuppen der Hochalb reicht und lediglich im Westen durch den Häsenbühl ein wenig eingeschränkt ist. Die Wasserversorgung war durch zwei maximal 200 m entfernte Quellen gewährleistet.
Im Kastellbereich kreuzten sich aus vier Richtungen kommende römische Straßen. Eine von Nordosten nach Südwesten führende Trasse verband Sumelocenna (Rottenburg am Neckar) mit dem Municipium Arae Flaviae (Rottweil) und eine von Nordwest nach Südost verlaufende Verkehrsachse stellte die Verbindung zwischen dem Kastell Sulz, einer Fortifikation der Neckarlinie des Neckar-Odenwald-Limes, und dem zum Alblimes zählenden Kastell Lautlingen her.

## Forschungsgeschichte
Als größere Siedlungsstelle mit möglicherweise militärischen Befunden war das Gebiet um den Häsenbühl bereits seit der zweiten Hälfte des 19. Jahrhunderts bekannt. Schon 1877 waren Münzfunde und Mauerbefunde aus diesem Bereich gemeldet worden. Auch Eugen Nägele stellte 1901/02 Gemäuerbefunde fest. Nach weiteren Funden und Befunden, die 1910 bei der Anlage von Leitungsgräben gemacht worden waren, äußerte Robert Knorr erstmals die Vermutung eines römischen Kastells.
Auf Grundlage dieser Vermutung und weiterer Funde des Jahres 1922 wurde 1925 durch das Württembergische Landesamt für Denkmalpflege erstmals eine systematische Suche nach dem vermuteten Kastell durchgeführt. Sowohl diese Ausgrabung als auch eine weitere, baubegleitende Untersuchung im Herbst 1927, die von Oscar Paret geleitet wurde und bei der die Fluren Heuberg, Kurze Schlichte, Lange Schlichte und Mohnlen mit einem dichten Netz von Drainagegräben überzogen wurden, erbrachten zwar neuerliche Erkenntnisse über die zivile Siedlung, das Kastell entzog sich aber weiterhin dem Zugriff der Archäologen.
In der Nachkriegszeit sah es zunächst nicht wesentlich anders aus, bis der Luftbildarchäologe Rolf Gensheimer 1986 das Kastell vom Flugzeug aus lokalisieren konnte. Durch anschließende Sondierungsbohrungen gelang es, die Umrisse des Lagers näher zu bestimmen.
Die oberirdisch nicht mehr sichtbare antike Garnison befindet sich unter vor Überbauung weitgehend geschützten und nur durch die Verkehrsstraße gestörten, landwirtschaftlich genutzten Flächen. Ein mit einer Gedenktafel versehener Fundamentblock erinnert an das Monument.

## Kastellbefunde
Es handelt sich bei dem römischen Militärlager am Häsenbühl um ein reines Holz-Erde-Kastell. Die Rasensoden- oder Holz-Erde-Mauer wurde später nicht mehr durch eine Steinmauer ersetzt. Das Kastell nimmt mit seinen Seitenlängen von 190 m mal 140 m eine Fläche von rund 2,7 ha ein und ist von drei umlaufenden Spitzgräben umgeben. Mit seiner Porta Praetoria (Haupttor) war es nach Norden hin ausgerichtet. Durch die Anordnung der Gräben und das offensichtliche Fehlen einer Steinbauperiode unterscheidet es sich von anderen zeitgleichen Fortifikationen dieser Region. Über die Innenbebauung und die dort stationierte Einheit ist nichts bekannt. Es wird sich wohl um eine Cohors (Kohorte), eine Infanterieeinheit von 500 Mann Stärke, möglicherweise auch um eine Cohors equitata, eine teilberittene Infanterietruppe derselben Stärke gehandelt haben. Für letztere Annahme sprechen die Größe des Lagers und einige Pferdegeschirrfunde.

## Vicusbefunde
Der Kastellvicus, die Zivilsiedlung, in der sich Angehörige der Militärs, Händler, Handwerker und Gastwirte niederließen, ist in seinen Umrissen und seiner Struktur noch nicht gänzlich erfasst. Gesichert ist ein Siedlungsschwerpunkt südlich des Kastells, entlang der nach Rottweil verlaufenden Straße, der bei einer Breite von rund 150 m auf einer Länge von knapp 500 m festgestellt wurde. Die präzise Eingrenzung fällt, bedingt durch das Ausstreuen der Funde infolge der nachkastellzeitlichen landwirtschaftlichen Nutzung des Geländes, naturgemäß relativ schwer. Nördlich des Kastells kann längs der nach Rottweil führenden Straße eine kleinere Siedlungskonzentration als wahrscheinlich vermutet werden, so dass insgesamt von einem Vicus des Straßentyps in nordsüdlicher Ausdehnung ausgegangen werden kann.
Für die Siedlung wurden, zumindest ihren südlichen Teil betreffend, zwei Bauphasen nachgewiesen. Auf eine Holzbauphase folgte eine Bauperiode, in der auch Steingebäude errichtet wurden. Beide Straten werden von einer dazwischenliegenden Brandschicht, die durch ein Schadfeuer entstanden ist, voneinander getrennt. Der Brand kann durch entsprechende Sigillaten auf die Zeit zwischen etwa 85 n. Chr. und 100 n. Chr. datiert werden. Die Errichtung der Steinbauten scheint aber nicht unmittelbar nach dem Feuer, sondern erst im Verlauf des ersten Viertels des zweiten nachchristlichen Jahrhunderts erfolgt zu sein.
Ausweislich der datierbaren Sigillaten und der Münzfunde hat das Dorf die ersten Alamanneneinfälle ab 233 n. Chr. wohl noch überstanden und wurde vermutlich erst in der Zeit der innen- und außenpolitischen sowie wirtschaftlichen Krise des Imperiums um die Mitte des 3. Jahrhunderts, zum Jahr 260 n. Chr. hin aufgegeben.

## Befunde der unmittelbaren Umgebung

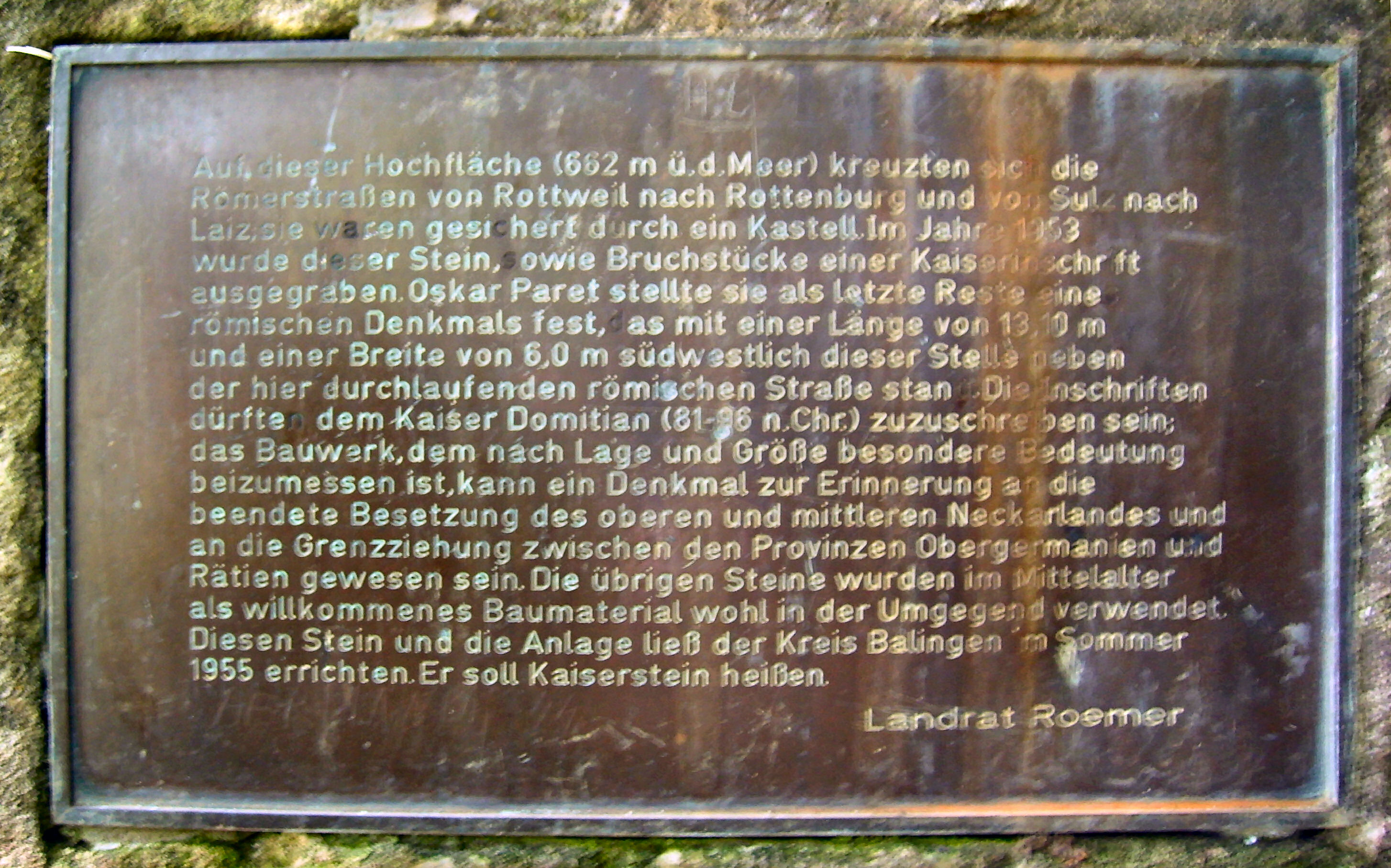
Gedenktafel am Kaiserstein

Weitere Befunde, die auf einzelne Häuser im mittelbaren und unmittelbaren Vicusbereich hinweisen, werden derzeit in der Literatur noch unterschiedlich interpretiert. Ob es sich dabei um Villae rusticae handelte oder ob sich möglicherweise eine Benefiziarierstation darunter befindet, muss ohne großflächige Ausgrabung der entsprechenden Bereiche zunächst offen bleiben. In diesem ungeklärten Zusammenhang sind auch die vereinzelten Grabfunde zu sehen, die westlich des Kastells im Bereich des heutigen Häsenbühlhofes gemacht wurden.
Bemerkenswert ist die Entdeckung eines Steinmonuments rund 200 m nördlich der Porta Praetoria des Kastells. Dort wurden im Bauschutt einer römerzeitlichen Baugrube mit einem Volumen von knapp 70 m³ Gesimsefragmente, Fundamentblöcke sowie Teile einer Säule oder Halbsäule und eines Reliefs mit figürlichen Darstellungen gefunden, ferner die Bruchteile einer Inschriftentafel, deren in zwei Zeilen erhaltene Inschrift
eindeutig die Reste einer Kaisertitulatur darstellen. Der Name des Herrschers und begleitendes, datierbares Fundmaterial fehlen aber, so dass über den Errichtungszeitpunkt und -zweck des einst wohl bogenförmig die Straße nach Rottenburg überspannenden Monuments nur spekuliert werden kann.

## Fundverbleib
Das Fundmaterial fand Aufnahme im Heimatmuseum Balingen, im Heimatmuseum Oberndorf und in den Magazinen des Landesmuseums Württemberg.

## Denkmalschutz
Das Bodendenkmal Kastell Geislingen/Häsenbühl ist geschützt als eingetragenes Kulturdenkmal im Sinne des Denkmalschutzgesetzes des Landes Baden-Württemberg (DSchG). Nachforschungen und gezieltes Sammeln von Funden sind genehmigungspflichtig, Zufallsfunde sind an die Denkmalbehörden zu melden.